# Aldo Rocha
Aldo Paul Rocha González, noto semplicemente come Aldo Rocha (León, 6 novembre 1992), è un calciatore messicano, centrocampista dell'Atlas.

## Caratteristiche tecniche
È un mediano.

## Carriera
Cresciuto nel settore giovanile del León, ha esordito in prima squadra il 1º agosto 2012 disputando l'incontro di Copa México vinto 4-0 contro il Dorados.